# Зоран Вучић
Зоран Вучић (Околиште, код Сврљига, 1947) српски је књижевник и преводилац.

## Биографија
Одрастао је и најдуже боравио у Бучуму, на Тресибаби, бавећи се земљорадњом. Седамдесетих година живео је у Београду, радећи као новинар „Задруге“, а потом био и један од уредника и сарадника „Расковника“, које је окупио књижевник Драгиша Витошевић. Последње две деценије провео је радећи у Културном центру у Сврљигу. Покренуо је и био главни уредник часописа „Бдење“ у Сврљигу и члан редакције Етно-културолошког зборника и часописа "Исток" и "Ђак". Пише песме, есеје, кратке приче, књижевну критику и преводи са бугарског језика.
По одласку у пензију, живи у Бучуму, на Тресибаби.

## Дела

### Књиге песама
- Пролази свет, 1976,
- То прошло, библиофилско издање Драгана Момчиловића, 1980,
- Европске промаје, 1984,
- Књига четворице (заједно са М. Ненадићем, С. Стојадиновићем и М. Ц. Михајловићем), 1985,
- Мисал и земља, песме на дијалекту, 1986,
- Досада, поема, 1987,
- У лице веку, 1991,
- Слутње и спознаје, 1998,
- Знаци из тамнине, 1999,
- Рукопис који постоји, 2000. и 2010,
- Златници на ливади, хаику, 2005,
- Врвина за небо, песме на дијалекту, 2006,
- У глуво доба, 2006,
- Источно тројство (заједно са Р. Вучковићем и О. Ристићем), 2007,
- Стари и нови стихови, избор, 2008, 2009, 2010, 2011,
- Знаци из тескобе, 2010,
- Пројде живот/ Измица живот, песме на дијалекту са Виолетом Јовић, 2012,
- Све је записано, изабране песме, Босанска ријеч, Тузла, 2014,
- Знаци из нутрине, 2017,
- Прошлост будућности, 2018,
- Урвине века, изабране песме, СКЗ, Београд, 2019,

### Превод
- Тъмен прозорец (песме и записи), на бугарском, Софија, 1996.
- Ръкопис който сщчествува, Софија, 2011.

### Песме и записи
- Било и прошло, 1982,
- Завештања, 1990,

### Књиге за децу
- Сунчев друг – сунчев осмех (заједно са Р. Арсићем), 1987, 1988,
- Време за игру, 2000,
- Радовање и играње (заједно са Р. Арсићем, Р. Вучковићем и В. Јовић), 2000,
- Откривање тајне (заједно са Р. Арсићем), 2001,

### Студија
- Сврљишки књижевни круг, 2005,

### Приредио
- Берачи звезда, зборник сврљишких песника, 1989,
- Бугарска књижевност јуче и данас (заједно са М. Васовим), 1996,
- Матерњи језик, антологија савремене дијалекатске поезије, "Освит", Лесковац, 1998,
- Сневања и бдења, избор песама песника Сврљижана, 1999,
- Матерњи језик, антологија дијалекатске поезије, Лесковачки културни центар - Књижевна заједница "Борисав Станковић", Лесковац - Врање, 2019.

### Награде
- Булка, Фестивала песника за децу у Црвенки, 1999,
- Мирко Петковић, 2008,
- Раде Драинац, 2009,
- Раде Томић, 2010,
- Награда Лазар Вучковић, 2010,
- Србољуб Митић, 2017,